# Championnats du monde de cyclisme sur piste 2009
Navigation
Championnats du monde  2008 Championnats du monde  2010
Les championnats du monde de cyclisme sur piste 2009 se sont tenus à Pruszków en Pologne du 26 au 29 mars 2009.

## Organisation
Les championnats du monde de cyclisme sur piste 2009 sont les premiers à être organisés en Pologne. Les épreuves ont lieu sur la piste de la BGŻ Arena de Pruszków, qui a accueilli les championnats d'Europe de cyclisme sur piste en septembre 2008.
19 compétitions sont disputées : 10 par les hommes et 9 par les femmes. L'omnium féminin figure pour la première fois au programme des championnats du monde. Seule l'américaine n'est encore disputée que par les hommes.

## Participation
280 cyclistes appartenant 37 sélections de fédérations affiliées à l'Union cycliste internationale participent à ces championnats.

## Médaillés

### Hommes
| Épreuves                                       | Or                                                                                 | Or             | Argent                                                          | Argent         | Bronze                                                              | Bronze         |
| ---------------------------------------------- | ---------------------------------------------------------------------------------- | -------------- | --------------------------------------------------------------- | -------------- | ------------------------------------------------------------------- | -------------- |
| Kilomètre contre la montre résultats détaillés | Stefan Nimke Allemagne                                                             | 1 min 0 s 666  | Taylor Phinney États-Unis                                       | 1 min 1 s 611  | Mohd Rizal Tisin Malaisie                                           | 1 min 1 s 658  |
| Keirin résultats détaillés                     | Maximilian Levy Allemagne                                                          |                | François Pervis France                                          |                | Teun Mulder Pays-Bas                                                |                |
| Vitesse résultats détaillés                    | Grégory Baugé France                                                               |                | Azizulhasni Awang Malaisie                                      |                | Kévin Sireau France                                                 |                |
| Vitesse par équipes résultats détaillés        | Grégory Baugé Mickaël Bourgain Kévin Sireau France                                 | 43 s 510       | Matthew Crampton Jason Kenny Jamie Staff Grande-Bretagne        | 43 s 889       | René Enders Robert Förstemann Stefan Nimke Allemagne                | 43 s 912       |
| Poursuite individuelle résultats détaillés     | Taylor Phinney États-Unis                                                          | 4 min 17 s 631 | Jack Bobridge Australie                                         | 4 min 20 s 091 | Dominique Cornu Belgique                                            | 4 min 22 s 347 |
| Poursuite par équipes résultats détaillés      | Michael Færk Christensen Casper Jørgensen Jens-Erik Madsen Alex Rasmussen Danemark | 3 min 58 s 246 | Jack Bobridge Rohan Dennis Leigh Howard Cameron Meyer Australie | 3 min 58 s 863 | Westley Gough Peter Latham Marc Ryan Jesse Sergent Nouvelle-Zélande | 4 min 00 s 248 |
| Course aux points résultats détaillés          | Cameron Meyer Australie                                                            | 24             | Daniel Kreutzfeldt Danemark                                     | 22             | Chris Newton Royaume-Uni                                            | 21             |
| Américaine résultats détaillés                 | Michael Mørkøv Alex Rasmussen Danemark                                             | 22             | Leigh Howard Cameron Meyer Australie                            | 2              | Martin Bláha Jiří Hochmann Tchéquie                                 | 0              |
| Scratch résultats détaillés                    | Morgan Kneisky France                                                              |                | Ángel Darío Colla Argentine                                     |                | Andreas Müller Autriche                                             |                |
| Omnium résultats détaillés                     | Leigh Howard Australie                                                             | 19             | Zachary Bell Canada                                             | 21             | Tim Veldt Pays-Bas                                                  | 24             |

### Femmes
| Épreuves                                           | Or                                                                    | Or             | Argent                                                    | Argent         | Bronze                                                 | Bronze         |
| -------------------------------------------------- | --------------------------------------------------------------------- | -------------- | --------------------------------------------------------- | -------------- | ------------------------------------------------------ | -------------- |
| 500 m contre la montre résultats détaillés         | Simona Krupeckaitė Lituanie                                           | 33 s 296       | Anna Meares Australie                                     | 33 s 796       | Victoria Pendleton Grande-Bretagne                     | 34 s 102       |
| Keirin féminin résultats détaillés                 | Shuang Guo Chine                                                      |                | Clara Sanchez France                                      |                | Willy Kanis Pays-Bas                                   |                |
| Vitesse féminine résultats détaillés               | Victoria Pendleton Royaume-Uni                                        |                | Willy Kanis Pays-Bas                                      |                | Simona Krupeckaitė Lituanie                            |                |
| Vitesse par équipes féminine résultats détaillés   | Kaarle McCulloch Anna Meares Australie                                | 33 s 149       | Victoria Pendleton Shanaze Reade Grande-Bretagne          | 33 s 380       | Gintarė Gaivenytė Simona Krupeckaitė Lituanie          | 33 s 739       |
| Poursuite féminine résultats détaillés             | Alison Shanks Nouvelle-Zélande                                        | 3 min 29 s 807 | Wendy Houvenaghel Grande-Bretagne                         | 3 min 32 s 174 | Vilija Sereikaitė Lituanie                             | 3 min 33 s 583 |
| Poursuite par équipes féminine résultats détaillés | Elizabeth Armitstead Wendy Houvenaghel Joanna Rowsell Grande-Bretagne | 3 min 22 s 720 | Lauren Ellis Jaime Nielsen Alison Shanks Nouvelle-Zélande | 3 min 23 s 993 | Ashlee Ankudinoff Sarah Kent Josephine Tomic Australie | 3 min 24 s 972 |
| Course aux points féminine résultats détaillés     | Giorgia Bronzini Italie                                               | 18             | Yumari González Cuba                                      | 15             | Elizabeth Armitstead Royaume-Uni                       | 13             |
| Scratch féminin résultats détaillés                | Yumari González Cuba                                                  |                | Elizabeth Armitstead Royaume-Uni                          |                | Belinda Goss Australie                                 |                |
| Omnium féminin résultats détaillés                 | Josephine Tomic Australie                                             | 26             | Tara Whitten Canada                                       | 27             | Yvonne Hijgenaar Pays-Bas                              | 27             |

## Résultats

### Hommes

#### Kilomètre
28 pistards participent à cette épreuve disputée le 27 mars.
- Classement

| Pos.               | Nom                   | Pays              | Temps          |
| ------------------ | --------------------- | ----------------- | -------------- |
| Médaille d'or      | Stefan Nimke          | Allemagne         | 1 min 00 s 666 |
| Médaille d'argent  | Taylor Phinney        | États-Unis        | 1 min 01 s 611 |
| Médaille de bronze | Mohd Rizal Tisin      | Malaisie          | 1 min 01 s 658 |
| 4                  | Michaël D'Almeida     | France            | 1 min 02 s 034 |
| 5                  | Scott Sunderland      | Australie         | 1 min 02 s 144 |
| 6                  | Teun Mulder           | Pays-Bas          | 1 min 02 s 209 |
| 7                  | David Daniell         | Royaume-Uni       | 1 min 02 s 316 |
| 8                  | Kamil Kuczynski       | Pologne           | 1 min 02 s 356 |
| 9                  | Quentin Lafargue      | France            | 1 min 02 s 669 |
| 10                 | Edward Dawkins        | Nouvelle-Zélande  | 1 min 02 s 685 |
| 11                 | Yevhen Bolibrukh      | Ukraine           | 1 min 02 s 860 |
| 12                 | Tim Veldt             | Pays-Bas          | 1 min 02 s 886 |
| 13                 | François Pervis       | France            | 1 min 02 s 976 |
| 14                 | Wen Hao Li            | Chine             | 1 min 03 s 287 |
| 15                 | Miao Zhang            | Chine             | 1 min 03 s 427 |
| 16                 | Michael Seidenbecher  | Allemagne         | 1 min 03 s 479 |
| 17                 | Yondi Schmidt         | Pays-Bas          | 1 min 03 s 480 |
| 18                 | Yudai Nitta           | Japon             | 1 min 03 s 655 |
| 19                 | Adrian Tekliński      | Pologne           | 1 min 03 s 887 |
| 20                 | Clemens Selzer        | Autriche          | 1 min 04 s 077 |
| 21                 | Tomas Babek           | Tchéquie          | 1 min 04 s 281 |
| 22                 | Filip Ditzel          | Tchéquie          | 1 min 04 s 319 |
| 23                 | David Alonso Castillo | Espagne           | 1 min 04 s 398 |
| 24                 | Nikolay Zhurkin       | Russie            | 1 min 04 s 494 |
| 25                 | Gadi Chaid            | Afrique du Sud    | 1 min 04 s 942 |
| 26                 | Juan Peralta          | Espagne           | 1 min 05 s 823 |
| 27                 | Yuriy Tsyupyk         | Ukraine           | 1 min 06 s 206 |
| 28                 | Azikiwe Kellar        | Trinité-et-Tobago | 1 min 08 s 981 |

#### Keirin
28 pistards participent à cette épreuve qui a lieu les 25 et 26 mars.
- Finale

| Pos.               | Nom              | Pays        |
| ------------------ | ---------------- | ----------- |
| Médaille d'or      | Maximilian Levy  | Allemagne   |
| Médaille d'argent  | François Pervis  | France      |
| Médaille de bronze | Teun Mulder      | Pays-Bas    |
| 4                  | Ross Edgar       | Royaume-Uni |
| 5                  | Matthew Crampton | Royaume-Uni |
| 6                  | Sergey Borisov   | Russie      |

#### Vitesse
| #                  | Coureur           | Nationalité | Temps                     |
| ------------------ | ----------------- | ----------- | ------------------------- |
| Médaille d'or      | Grégory Baugé     | France      | 10 s 406 (1) 10 s 281 (3) |
| Médaille d'argent  | Azizulhasni Awang | Malaisie    | ? (2)                     |
| Médaille de bronze | Kévin Sireau      | France      | 10 s 443 (1) 10 s 316 (2) |
| 4                  | Shane Perkins     | Australie   |                           |
| 5                  | Jason Kenny       | Royaume-Uni |                           |
| 6                  | Matthew Crampton  | Royaume-Uni |                           |
| 7                  | Mickaël Bourgain  | France      |                           |
| 8                  | Ross Edgar        | Royaume-Uni |                           |
| 9                  | Lei Zhang         | Chine       |                           |
| 10                 | Maximilian Levy   | Allemagne   |                           |

#### Vitesse par équipes
| #                  | Coureur                                            | Nationalité | Temps    |
| ------------------ | -------------------------------------------------- | ----------- | -------- |
| Médaille d'or      | Grégory Baugé Kévin Sireau Mickaël Bourgain        | France      | 43 s 510 |
| Médaille d'argent  | Matthew Crampton Jason Kenny Jamie Staff           | Royaume-Uni | 43 s 869 |
| Médaille de bronze | René Enders Robert Förstemann Stefan Nimke         | Allemagne   | 43 s 912 |
| 4                  | Daniel Ellis Shane Perkins Scott Sunderland        | Australie   | 43 s 986 |
| 5                  | Maciej Bielecki Kamil Kuczynski Łukasz Kwiatkowski | Pologne     |          |
| 6                  | Azizulhasni Awang Josiah Ng Mohd Rizal Tisin       | Malaisie    |          |
| 7                  | Teun Mulder Yondi Schmidt Tim Veldt                | Pays-Bas    |          |
| 8                  | Kazuya Narita Yudai Nitta Kazunari Watanabe        | Japon       |          |
| 9                  | Wen Hao Li Lei Zhang Zixiang Zhang                 | Chine       |          |
| 10                 | Sergey Borissov Sergey Kucherov Valentin Savitskiy | Russie      |          |

#### Poursuite individuelle
| #                  | Coureur          | Nationalité      | Temps          |
| ------------------ | ---------------- | ---------------- | -------------- |
| Médaille d'or      | Taylor Phinney   | États-Unis       | 4 min 17 s 631 |
| Médaille d'argent  | Jack Bobridge    | Australie        | 4 min 20 s 091 |
| Médaille de bronze | Dominique Cornu  | Belgique         | 4 min 22 s 347 |
| 4                  | Volodymyr Dyudya | Ukraine          | 4 min 28 s 287 |
| 5                  | Jesse Sergent    | Nouvelle-Zélande |                |
| 6                  | Sergi Escobar    | Espagne          |                |
| 7                  | Alexei Markov    | Russie           |                |
| 8                  | Patrick Gretsch  | Allemagne        |                |
| 9                  | Robert Bartko    | Allemagne        |                |
| 10                 | Vitaliy Shchedov | Ukraine          |                |

#### Poursuite par équipes
| #                  | Coureur                                                                     | Nationalité      | Temps          |
| ------------------ | --------------------------------------------------------------------------- | ---------------- | -------------- |
| Médaille d'or      | Michael Færk Christensen Casper Jørgensen Jens-Erik Madsen Alex Rasmussen   | Danemark         | 3 min 58 s 246 |
| Médaille d'argent  | Jack Bobridge Rohan Dennis Leigh Howard Cameron Meyer                       | Australie        | 3 min 58 s 863 |
| Médaille de bronze | Westley Gough Peter Latham Marc Ryan Jesse Sergent                          | Nouvelle-Zélande | 4 min 00 s 248 |
| 4                  | Jonathan Bellis Steven Burke Ed Clancy Peter Kennaugh                       | Royaume-Uni      | 4 min 01 s 838 |
| 5                  | Sergi Escobar David Muntaner Antonio Tauler Eloy Teruel                     | Espagne          |                |
| 6                  | Robert Bengsch Henning Bommel Patrick Gretsch Roger Kluge                   | Allemagne        |                |
| 7                  | Levi Heimans Geert-Jan Jonkman Arno van der Zwet Sipke Zijlstra             | Pays-Bas         |                |
| 8                  | Volodymyr Dyudya Lyubomyr Polatayko Mykhaylo Radionov Vitaliy Shchedov      | Ukraine          |                |
| 9                  | Dominique Cornu Ingmar De Poortere Stijn Steels Maarten Vlasselaer          | Belgique         |                |
| 10                 | Juan Esteban Arango Arles Antonio Castro Edwin Alcibiades Avila Carlos Urán | Colombie         |                |

#### Course aux points
| #                  | Coureur            | Nationalité | Points |
| ------------------ | ------------------ | ----------- | ------ |
| Médaille d'or      | Cameron Meyer      | Australie   | 24     |
| Médaille d'argent  | Daniel Kreutzfeldt | Danemark    | 22     |
| Médaille de bronze | Chris Newton       | Royaume-Uni | 21     |
| 4                  | Eloy Teruel        | Espagne     | 17     |
| 5                  | Vasil Kiryienka    | Biélorussie | 15     |
| 6                  | Colby Pearce       | États-Unis  | 14     |
| 7                  | Roger Kluge        | Allemagne   | 13     |
| 8                  | Wong Kam Po        | Hong Kong   | 8      |
| 9                  | Zachary Bell       | Canada      | 6      |
| 10                 | Milan Kadlec       | Tchéquie    | 6      |

#### Américaine
| #                  | Coureur                       | Nationalité | Points      |
| ------------------ | ----------------------------- | ----------- | ----------- |
| Médaille d'or      | Michael Mørkøv Alex Rasmussen | Danemark    | 22          |
| Médaille d'argent  | Leigh Howard Cameron Meyer    | Australie   | 2           |
| Médaille de bronze | Martin Bláha Jiří Hochmann    | Tchéquie    | 0           |
| 4                  | Kenny De Ketele Tim Mertens   | Belgique    | + 1 tour 17 |
| 5                  | Roger Kluge Olaf Pollack      | Allemagne   | + 1 tour 15 |
| 6                  | Mark Cavendish Peter Kennaugh | Royaume-Uni | + 1 tour 13 |
| 7                  | Angelo Ciccone Elia Viviani   | Italie      | + 1 tour 10 |
| 8                  | Daniel Holloway Colby Pearce  | États-Unis  | + 1 tour 7  |

#### Scratch
22 pistards de 22 pays participent à cette épreuve disputée le 26 mars. L'épreuve consiste en  une course en ligne de 60 tours, soit 15 kilomètres.
- Classement

| Pos.               | Nom                      | Pays             |
| ------------------ | ------------------------ | ---------------- |
| Médaille d'or      | Morgan Kneisky           | France           |
| Médaille d'argent  | Ángel Darío Colla        | Argentine        |
| Médaille de bronze | Andreas Müller           | Autriche         |
| 4                  | Travis Meyer             | Australie        |
| 5                  | Kazuhiro Mori            | Japon            |
| 6                  | Ivan Kovalev             | Russie           |
| 7                  | Mark Cavendish           | Royaume-Uni      |
| 8                  | Hayden Godfrey           | Nouvelle-Zélande |
| 9                  | Aliaksandr Lisouski      | Biélorussie      |
| 10                 | Carlos Urán              | Colombie         |
| 11                 | Alex Buttazzoni          | Italie           |
| 12                 | Marcel Kalz              | Allemagne        |
| 13                 | Jiří Hochmann            | Tchéquie         |
| 14                 | Jozef Žabka              | Slovaquie        |
| 15                 | Ho Ting Kwok             | Hong Kong        |
| 16                 | Zachary Bell             | Canada           |
| 17                 | Tim Mertens              | Belgique         |
| 18                 | Daniel Holloway          | États-Unis       |
| 19                 | Rafał Ratajczyk          | Pologne          |
| 20                 | Wim Stroetinga           | Pays-Bas         |
| 21                 | Franco Marvulli          | Suisse           |
| Abd.               | Iban Leanizbarrutia Cruz | Espagne          |

#### Omnium
18 cyclistes de 18 pays participent à cette épreuve.
On additionne le classement de chaque coureur dans les 5 épreuves et le gagnant et celui qui totalise le moins de points.
- Classement final

| Pos.               | Nom                   | Pays             | 200 m | Scratch | Poursuite | Course aux points | Kilomètre | Total |
| ------------------ | --------------------- | ---------------- | ----- | ------- | --------- | ----------------- | --------- | ----- |
| Médaille d'or      | Leigh Howard          | Australie        | 4     | 2       | 8         | 2                 | 3         | 19    |
| Médaille d'argent  | Zachary Bell          | Canada           | 3     | 4       | 6         | 4                 | 4         | 21    |
| Médaille de bronze | Tim Veldt             | Pays-Bas         | 2     | 16      | 4         | 1                 | 1         | 24    |
| 4                  | Volodymyr Dyudya      | Ukraine          | 13    | 3       | 1         | 3                 | 6         | 26    |
| 5                  | Robert Bartko         | Allemagne        | 6     | 1       | 5         | 7                 | 7         | 26    |
| 6                  | Taylor Phinney        | États-Unis       | 5     | 14      | 2         | 9                 | 2         | 32    |
| 7                  | Hayden Godfrey        | Nouvelle-Zélande | 1     | 8       | 10        | 16                | 5         | 40    |
| 8                  | Albert Torres Barcelo | Espagne          | 12    | 10      | 9         | 5                 | 10        | 46    |
| 9                  | Artur Ershov          | Russie           | 11    | 9       | 3         | 15                | 9         | 47    |
| 10                 | Jan Dostál            | Tchéquie         | 7     | 13      | 13        | 13                | 8         | 54    |
| 11                 | Rafał Ratajczyk       | Pologne          | 10    | 7       | 14        | 12                | 12        | 55    |
| 12                 | Daniel Kreutzfeldt    | Danemark         | 14    | 11      | 11        | 6                 | 14        | 56    |
| 13                 | Jonathan Bellis       | Royaume-Uni      | 15    | 15      | 7         | 10                | 11        | 58    |
| 14                 | Ángel Darío Colla     | Argentine        | 8     | 6       | 16        | 17                | 13        | 60    |
| 15                 | Ho Ting Kwok          | Hong Kong        | 17    | 5       | 17        | 8                 | 16        | 63    |
| 16                 | Aliaksandr Lisouski   | Biélorussie      | 16    | 12      | 15        | 11                | 17        | 71    |
| 17                 | Arles Castro Laverde  | Colombie         | 18    | 17      | 12        | 14                | 15        | 76    |
| 18                 | Stijn Steels          | Belgique         | 9     | 18      |           |                   |           | Abd.  |

### Femmes

#### 500 m
23 pistardes de 20 pays participent à cette épreuve qui a lieu le 25 mars. La nouvelle championne du monde, la Lituanienne Simona Krupeckaitė bat le record du monde détenu depuis le 31 mars 2007 par l'Australienne Anna Meares.
| Pos.               | Nom                 | Pays           | 250m          | Temps       | Vitesse (km/h) |
| Pos.               | Nom                 | 250-500        | 250m          |             | Vitesse (km/h) |
| ------------------ | ------------------- | -------------- | ------------- | ----------- | -------------- |
| Médaille d'or      | Simona Krupeckaitė  | Lituanie       | 18 s 841 (1)  | 33 s 296 RM | 54,060         |
| Médaille d'or      | Simona Krupeckaitė  | Lituanie       | 14 s 455 (1)  |             | 54,060         |
| Médaille d'argent  | Anna Meares         | Australie      | 18 s 977 (2)  | 33 s 796    | 53,260         |
| Médaille d'argent  | Anna Meares         | Australie      | 14 s 819 (3)  |             | 53,260         |
| Médaille de bronze | Victoria Pendleton  | Royaume-Uni    | 19 s 333 (7)  | 34 s 102    | 52,782         |
| Médaille de bronze | Victoria Pendleton  | Royaume-Uni    | 14 s 769 (2)  |             | 52,782         |
| 4                  | Sandie Clair        | France         | 19 s 072 (4)  | 34 s 114    | 52,764         |
| 4                  | Sandie Clair        | France         | 15 s 042 (6)  |             | 52,764         |
| 5                  | Willy Kanis         | Pays-Bas       | 19 s 327 (6)  | 34 s 258    | 52,542         |
| 5                  | Willy Kanis         | Pays-Bas       | 14 s 931 (5)  |             | 52,542         |
| 6                  | Kaarle McCulloch    | Australie      | 19 s 161 (5)  | 34 s 276    | 52,514         |
| 6                  | Kaarle McCulloch    | Australie      | 15 s 115 (7)  |             | 52,514         |
| 7                  | Lisandra Guerra     | Cuba           | 19 s 070 (3)  | 34 s 358    | 52,389         |
| 7                  | Lisandra Guerra     | Cuba           | 15 s 288 (11) |             | 52,389         |
| 8                  | Olga Panarina       | Biélorussie    | 19 s 629 (10) | 34 s 557    | 52,087         |
| 8                  | Olga Panarina       | Biélorussie    | 14 s 928 (4)  |             | 52,087         |
| 9                  | Miriam Welte        | Allemagne      | 20 s 159 (16) | 35 s 278    | 51,023         |
| 9                  | Miriam Welte        | Allemagne      | 15 s 119 (8)  |             | 51,023         |
| 10                 | Elisa Frisoni       | Italie         | 20 s 114 (15) | 35 s 409    | 50,834         |
| 10                 | Elisa Frisoni       | Italie         | 15 s 295 (12) |             | 50,834         |
| 13                 | Jinjie Gong         | Chine          | 19 s 554 (9)  | 35 s 442    | 50,787         |
| 13                 | Jinjie Gong         | Chine          | 15 s 888 (18) |             | 50,787         |
| 14                 | Anna Blyth          | Royaume-Uni    | 20 s 024 (12) | 35 s 443    | 50,785         |
| 14                 | Anna Blyth          | Royaume-Uni    | 15 s 419 (13) |             | 50,785         |
| 15                 | Olga Streltsova     | Russie         | 20 s 081 (14) | 35 s 710    | 50,406         |
| 15                 | Olga Streltsova     | Russie         | 15 s 629 (16) |             | 50,406         |
| 16                 | Huang Ting-ying     | Taipei chinois | 20 s 488 (21) | 35 s 924    | 50,105         |
| 16                 | Huang Ting-ying     | Taipei chinois | 15 s 743 (18) |             | 50,105         |
| 17                 | Lulu Zheng          | Chine          | 20 s 340 (20) | 35 s 965    | 50,048         |
| 17                 | Lulu Zheng          | Chine          | 15 s 480 (14) |             | 50,048         |
| 18                 | Diana García        | Colombie       | 20 s 289 (19) | 36 s 034    | 49,952         |
| 18                 | Diana García        | Colombie       | 15 s 745 (17) |             | 49,952         |
| 19                 | Lee Wai Sze         | Hong Kong      | 20 s 193 (17) | 36 s 103    | 50,857         |
| 19                 | Lee Wai Sze         | Hong Kong      | 15 s 910 (19) |             | 50,857         |
| 20                 | Helena Casas Roige  | Espagne        | 20 s 257 (18) | 36 s 319    | 49,560         |
| 20                 | Helena Casas Roige  | Espagne        | 15 s 623 (15) |             | 49,560         |
| 21                 | Aleksandra Drejgier | Pologne        | 20 s 068 (13) | 36 s 475    | 49,348         |
| 21                 | Aleksandra Drejgier | Pologne        | 16 s 010 (20) |             | 49,348         |
| 22                 | Maneephan Jutatip   | Thaïlande      | 20 s 565 (22) | 36 s 673    | 49,082         |
| 22                 | Maneephan Jutatip   | Thaïlande      | 16 s 240 (21) |             | 49,082         |
| 23                 | Cinthia Martinez    | Uruguay        | 21 s 887 (23) | 38 s 652    | 46,570         |
| 23                 | Cinthia Martinez    | Uruguay        | 16 s 764 (23) |             | 46,570         |

#### Keirin
20 pistardes de 16 pays participent à cette épreuve qui a lieu le 29 mars.
- Finale

| Pos.               | Nom           | Pays      |
| ------------------ | ------------- | --------- |
| Médaille d'or      | Guo Shuang    | Chine     |
| Médaille d'argent  | Clara Sanchez | France    |
| Médaille de bronze | Willy Kanis   | Pays-Bas  |
| 4                  | Elisa Frisoni | Italie    |
| 5                  | Anna Meares   | Australie |
| 6                  | Sandie Clair  | France    |

#### Vitesse
26 pistardes de 18 pays participent à cette épreuve qui a lieu les 27-28 mars. Au départ deux cyclistes ont déclaré forfait.
Un round de qualification détermine les face à face des 1/16e de finale. La plus rapide rencontre le 24e temps, le deuxième temps rencontre le 23e temps, et ainsi de suite.
La première de chaque tête à tête (douze au total) se qualifie pour les 1/8e de finale. Il n'y a pas de repêchages pour les coureuses éliminées de ce tour.

Au tour suivant, les six vainqueurs de chaque match se qualifie pour les 1/4 de finale et le perdant dispute un repêchage pour déterminer les deux autres qualifiées.
Les quatre vainqueurs des quarts de finale se qualifient pour les demi-finales.
- Tableau final

|  | Demi-finales       | Demi-finales       |                        |   | Finale | Finale |
|  | Demi-finales       | Demi-finales       |                        |   | Finale | Finale |
|  |                    |                    |                        |   |        |        |
|  |                    |                    |                        |   |        |        |
|  |                    |                    |                        |   |        |        |
|  | Simona Krupeckaitė | 0                  |                        |   |        |        |
|  | Simona Krupeckaitė | 0                  |                        |   |        |        |
|  | Willy Kanis        | 2                  |                        |   |        |        |
|  | Willy Kanis        | 2                  | Willy Kanis            | 1 |        |        |
|  |                    |                    | Willy Kanis            | 1 |        |        |
|  |                    | Victoria Pendleton | 2                      |   |        |        |
|  | Victoria Pendleton | Victoria Pendleton | 2                      | 2 |        |        |
|  | Victoria Pendleton |                    |                        | 2 |        |        |
|  | Olga Panarina      | 0                  |                        |   |        |        |
|  | Olga Panarina      | 0                  | Match pour la 3e place |   |        |        |
|  |                    |                    |                        |   |        |        |
|  |                    |                    |                        |   |        |        |
|  |                    |                    |                        |   |        |        |
|  | Olga Panarina      | 0                  |                        |   |        |        |
|  | Olga Panarina      | 0                  |                        |   |        |        |
|  | Simona Krupeckaitė | 2                  |                        |   |        |        |
|  | Simona Krupeckaitė | 2                  |                        |   |        |        |

#### Vitesse par équipes
10 équipes de deux participent à cette épreuve qui a lieu le 26 mars. Après la qualification, les deux meilleurs temps s'affrontent pour la médaille d'or et les 3e et 4e temps pour la médaille de bronze.
- Finales

| Pos.                              | Équipe                               | Tour 1       | Temps        | Vitesse (km/h) |
| Pos.                              | Équipe                               | Tour 1       | Tour 2       | Vitesse (km/h) |
| --------------------------------- | ------------------------------------ | ------------ | ------------ | -------------- |
| Course pour la médaille d'or      |                                      |              |              |                |
| Médaille d'or                     | Australie                            | 18 s 692 (1) | 33 s 149     | 54,300         |
|                                   | Kaarle McCulloch Anna Meares         |              | 14 s 457 (2) |                |
| Médaille d'argent                 | Royaume-Uni                          | 19 s 195 (2) | 33 s 380     | 53,924         |
|                                   | Victoria Pendleton Shanaze Reade     |              | 14 s 185 (1) |                |
| Course pour la médaille de bronze |                                      |              |              |                |
| Médaille de bronze                | Lituanie                             | 19 s 567 (2) | 33 s 495     | 53,739         |
|                                   | Gintarė Gaivenytė Simona Krupeckaitė |              | 13 s 928 (1) |                |
| 4                                 | France                               | 19 s 180 (1) | 33 s 638     | 53,510         |
|                                   | Sandie Clair Clara Sanchez           |              | 14 s 458 (2) |                |

#### Poursuite individuelle
21 cyclistes de 19 pays participent à cette épreuve qui a lieu le 25 mars. Après la qualification, les deux meilleurs temps s'affrontent pour la médaille d'or et les 3e et 4e temps pour la médaille de bronze.
- Finales

| Pos.                              | Nom               | Pays             | 1000m              | 2000m              | Temps              | Vitesse (km/h) |
| Pos.                              | Nom               | Pays             | 1000m              | 1000-2000          | 2000-3000          | Vitesse (km/h) |
| --------------------------------- | ----------------- | ---------------- | ------------------ | ------------------ | ------------------ | -------------- |
| Course pour la médaille d'or      |                   |                  |                    |                    |                    |                |
| Médaille d'or                     | Alison Shanks     | Nouvelle-Zélande | 1 min 12 s 977 (2) | 2 min 20 s 885 (1) | 3 min 29 s 807     | 51,475         |
| Médaille d'or                     | Alison Shanks     | Nouvelle-Zélande |                    | 1 min 07 s 908 (1) | 1 min 08 s 922 (1) |                |
| Médaille d'argent                 | Wendy Houvenhagel | Royaume-Uni      | 1 min 12 s 412 (1) | 2 min 21 s 672 (2) | 3 min 32 s 174     | 50,901         |
| Médaille d'argent                 | Wendy Houvenhagel | Royaume-Uni      |                    | 1 min 09 s 260 (2) | 1 min 10 s 502 (2) |                |
| Course pour la médaille de bronze |                   |                  |                    |                    |                    |                |
| Médaille de bronze                | Vilija Sereikaitė | Lituanie         | 1 min 11 s 772 (1) | 2 min 21 s 537 (1) | 3 min 33 s 583     | 50,565         |
| Médaille de bronze                | Vilija Sereikaitė | Lituanie         |                    | 1 min 09 s 765 (1) | 1 min 12 s 046 (2) |                |
| 4                                 | Joanna Rowsell    | Royaume-Uni      | 1 min 13 s 770 (2) | 2 min 25 s 057 (2) | 3 min 35 s 209     | 50,183         |
| 4                                 | Joanna Rowsell    | Royaume-Uni      |                    | 1 min 11 s 287 (2) | 1 min 10 s 152 (1) |                |

#### Poursuite par équipes
14 équipes de deux participent à cette épreuve qui a lieu le 26 mars. Après la qualification, les deux meilleurs temps s'affrontent pour la médaille d'or et les 3e et 4e temps pour la médaille de bronze.
- Finales

| Pos.                              | Nom                                                   | Pays             | 1000m              | 2000m              | Temps              | Vitesse (km/h) |
| Pos.                              | Nom                                                   | Pays             | 1000m              | 1000-2000          | 2000-3000          | Vitesse (km/h) |
| --------------------------------- | ----------------------------------------------------- | ---------------- | ------------------ | ------------------ | ------------------ | -------------- |
| Course pour la médaille d'or      |                                                       |                  |                    |                    |                    |                |
| Médaille d'or                     | Elizabeth Armitstead Wendy Houvenhagel Joanna Rowsell | Royaume-Uni      | 1 min 10 s 272 (1) | 2 min 16 s 304 (1) | 3 min 22 s 720     | 53,275         |
| Médaille d'or                     | Elizabeth Armitstead Wendy Houvenhagel Joanna Rowsell | Royaume-Uni      |                    | 1 min 06 s 032 (2) | 1 min 06 s 416 (1) |                |
| Médaille d'argent                 | Lauren Ellis Jaime Nielsen Alison Shanks              | Nouvelle-Zélande | 1 min 10 s 686 (2) | 2 min 16 s 442 (2) | 3 min 23 s 993     | 52,942         |
| Médaille d'argent                 | Lauren Ellis Jaime Nielsen Alison Shanks              | Nouvelle-Zélande |                    | 1 min 05 s 756 (1) | 1 min 07 s 551 (2) |                |
| Course pour la médaille de bronze |                                                       |                  |                    |                    |                    |                |
| Médaille de bronze                | Ashlee Ankudinoff Sarah Kent Josephine Tomic          | Australie        | 1 min 10 s 616 (1) | 2 min 17 s 547 (1) | 3 min 24 s 972     | 52,690         |
| Médaille de bronze                | Ashlee Ankudinoff Sarah Kent Josephine Tomic          | Australie        |                    | 1 min 06 s 931 (1) | 1 min 07 s 425 (1) |                |
| 4                                 | Vera Koedooder Amy Pieters Eleonora van Dijk          | Pays-Bas         | 1 min 12 s 079 (2) | 2 min 19 s 939 (2) | 3 min 29 s 379     | 51,581         |
| 4                                 | Vera Koedooder Amy Pieters Eleonora van Dijk          | Pays-Bas         |                    | 1 min 07 s 860 (2) | 1 min 09 s 440 (2) |                |

#### Course aux points
22 cyclistes de 22 pays participent à cette épreuve. La course se déroule le 29 mars sur 100 tours soit 25 kilomètres et 10 sprints.
| Pos.               | Nom                  | Pays             | Sprint | Sprint | Sprint | Sprint | Sprint | Sprint | Sprint | Sprint | Sprint | Sprint | Sprint Final | Points au tour | Points au tour | Points au tour | Total |
| Pos.               | Nom                  | Pays             | 1      | 2      | 3      | 4      | 5      | 6      | 7      | 8      | 9      | 10     | Sprint Final | +              | -              | Balance        | Total |
| ------------------ | -------------------- | ---------------- | ------ | ------ | ------ | ------ | ------ | ------ | ------ | ------ | ------ | ------ | ------------ | -------------- | -------------- | -------------- | ----- |
| Médaille d'or      | Giorgia Bronzini     | Italie           | 3      | 2      |        |        | 3      | 1      | 2      | 1      | 5      | 1      | 4            |                |                |                | 18    |
| Médaille d'argent  | Yumari González      | Cuba             | 5      |        |        |        | 5      |        |        |        |        | 5      | 1            |                |                |                | 15    |
| Médaille de bronze | Elizabeth Armitstead | Royaume-Uni      |        | 3      |        |        |        | 2      | 3      |        | 3      | 2      | 3            |                |                |                | 13    |
| 4                  | Cui Wang             | Chine            |        |        |        | 2      |        | 5      |        | 5      |        |        | 17           |                |                |                | 12    |
| 5                  | Belinda Goss         | Australie        |        | 5      |        |        | 1      |        |        |        | 1      | 3      | 2            |                |                |                | 10    |
| 6                  | Svetlana Pauliukaitė | Lituanie         | 2      |        | 2      |        |        |        | 5      |        |        |        | 18           |                |                |                | 9     |
| 7                  | Leire Olaberría      | Espagne          | 1      |        | 5      |        |        |        |        | 2      |        |        | 8            |                |                |                | 8     |
| 8                  | Jarmila Machačová    | Tchéquie         |        | 1      |        | 5      |        |        | 1      |        |        |        | 13           |                |                |                | 7     |
| 9                  | Wong Wan Yiu         | Hong Kong        |        |        |        |        |        | 3      |        | 3      |        |        | 6            |                |                |                | 6     |
| 10                 | Elke Gebhardt        | Allemagne        |        |        | 1      |        | 2      |        |        |        |        |        | 5            |                |                |                | 3     |
| 11                 | Tara Whitten         | Hong Kong        |        |        |        | 3      |        |        |        |        |        |        | 9            |                |                |                | 3     |
| 12                 | Lauren Ellis         | Nouvelle-Zélande |        |        |        | 1      |        |        |        |        | 2      |        | 15           |                |                |                | 3     |
| 13                 | Andrea Wolfer        | Suisse           |        |        |        |        |        |        |        |        |        |        | 7            |                |                |                | 0     |
| 14                 | María Luisa Calle    | Colombie         |        |        |        |        |        |        |        |        |        |        | 10           |                |                |                | 0     |
| 15                 | Eleonora van Dijk    | Pays-Bas         |        |        |        |        |        |        |        |        |        |        | 11           |                |                |                | 0     |
| 16                 | Shelley Olds         | États-Unis       |        |        |        |        |        |        |        |        |        |        | 12           |                |                |                | 0     |
| 17                 | Jolien D'Hoore       | Belgique         |        |        |        |        |        |        |        |        |        |        | 14           |                |                |                | 0     |
| 18                 | Chanpeng Nontasin    | Thaïlande        |        |        |        |        |        |        |        |        |        |        | 16           |                |                |                | 0     |
| Abd.               | Olga Slyusareva      | Russie           |        |        | 3      |        |        |        |        |        |        |        |              |                |                |                |       |
| Abd.               | Pascale Jeuland      | France           |        |        |        |        |        |        |        |        |        |        |              |                |                |                |       |
| Abd.               | Małgorzata Wojtyra   | Pologne          |        |        |        |        |        |        |        |        |        |        | 19           |                | -40            | -40            |       |
| Abd.               | Aksana Papko         | Biélorussie      |        |        |        |        |        |        |        |        |        |        |              |                |                |                |       |

#### Scratch
20 pistardes de 20 pays participent à cette épreuve disputée le 27 mars. L'épreuve consiste en  une course en ligne de 40 tours, soit 10 kilomètres.
- Classement

| Pos.               | Nom                        | Pays             |
| ------------------ | -------------------------- | ---------------- |
| Médaille d'or      | Yumari González            | Cuba             |
| Médaille d'argent  | Elizabeth Armitstead       | Royaume-Uni      |
| Médaille de bronze | Belinda Goss               | Australie        |
| 4                  | Giorgia Bronzini           | Italie           |
| 5                  | Pascale Jeuland            | France           |
| 6                  | Eleonora van Dijk          | Pays-Bas         |
| 7                  | Kelly Druyts               | Belgique         |
| 8                  | Andrea Wolfer              | Suisse           |
| 9                  | Sun Feiyan                 | Chine            |
| 10                 | Jarmila Machačová          | Tchéquie         |
| 11                 | Lauren Ellis               | Nouvelle-Zélande |
| 12                 | Shelley Olds               | États-Unis       |
| 13                 | Alena Amialyusik           | Biélorussie      |
| 14                 | María Luisa Calle          | Colombie         |
| 15                 | Tara Whitten               | Canada           |
| 16                 | Małgorzata Wojtyra         | Pologne          |
| 17                 | Wichana Thatsani           | Thaïlande        |
| 18                 | Leire Olaberria Dorronsoro | Espagne          |
| 19                 | Diao Xiao Juan             | Hong Kong        |
| Abd.               | Evgeniya Romanyuta         | Russie           |

#### Omnium
16 cyclistes de 16 pays participent à cette épreuve. L'Australienne Josephine Tomic devient la première championne du monde de la discipline. La compétition consiste en cinq épreuves disputées le 28 mars, un contre-la-montre de 200 m départ lancé, une course scratch, une poursuite de 2 kilomètres, une course aux points et un contre-la-montre de 500 m.
On additionne le classement de chaque coureuse dans les 5 épreuves et la gagnante et celle qui totalise le moins de points.
- Classement final

| Pos.               | Nom                        | Pays             | 200 m | Scratch | Poursuite | Course aux points | 500 m | Total |
| ------------------ | -------------------------- | ---------------- | ----- | ------- | --------- | ----------------- | ----- | ----- |
| Médaille d'or      | Josephine Tomic            | Australie        | 6     | 8       | 4         | 1                 | 7     | 26    |
| Médaille d'argent  | Tara Whitten               | Canada           | 5     | 1       | 2         | 11                | 8     | 27    |
| Médaille de bronze | Yvonne Hijgenaar           | Pays-Bas         | 1     | 7       | 9         | 9                 | 1     | 27    |
| 4                  | Elisa Frisoni              | Italie           | 3     | 6       | 13        | 3                 | 3     | 28    |
| 5                  | Lesya Kalitovska           | Ukraine          | 9     | 2       | 3         | 6                 | 9     | 29    |
| 6                  | Vilija Sereikaitė          | Lituanie         | 4     | 13      | 1         | 12                | 4     | 34    |
| 7                  | Dalila Rodriguez Hernandez | Cuba             | 13    | 5       | 8         | 2                 | 11    | 39    |
| 8                  | Renata Dabrowska           | Pologne          | 8     | 3       | 15        | 8                 | 6     | 40    |
| 9                  | Lada Kozlíková             | Tchéquie         | 7     | 14      | 5         | 13                | 5     | 44    |
| 10                 | Anna Blyth                 | Royaume-Uni      | 2     | 16      | 10        | 14                | 2     | 44    |
| 11                 | Charlotte Becker           | Allemagne        | 14    | 10      | 6         | 4                 | 10    | 44    |
| 12                 | Gema Pascual Torrecilla    | Espagne          | 12    | 4       | 14        | 7                 | 15    | 52    |
| 13                 | Olga Slyusareva            | Russie           | 10    | 12      | 11        | 10                | 13    | 56    |
| 14                 | Kaytee Boyd                | Nouvelle-Zélande | 15    | 11      | 7         | 16                | 12    | 61    |
| 15                 | Diao Xiao Juan             | Hong Kong        | 11    | 15      | 16        | 5                 | 14    | 61    |
| 16                 | Andrea Botero Coy          | Colombie         | 16    | 9       | 12        | 15                | 16    | 68    |

## Tableau des médailles
| Rang  | Nation           | Or | Argent | Bronze | Total |
| ----- | ---------------- | -- | ------ | ------ | ----- |
| 1     | Australie        | 4  | 4      | 2      | 10    |
| 2     | France           | 3  | 2      | 1      | 6     |
| 3     | Royaume-Uni      | 2  | 4      | 3      | 9     |
| 4     | Danemark         | 2  | 1      | 0      | 3     |
| 5     | Allemagne        | 2  | 0      | 1      | 3     |
| 6     | Nouvelle-Zélande | 1  | 1      | 1      | 3     |
| 7     | Cuba             | 1  | 1      | 0      | 2     |
| -     | États-Unis       | 1  | 1      | 0      | 2     |
| 9     | Lituanie         | 1  | 0      | 3      | 4     |
| 10    | Chine            | 1  | 0      | 0      | 1     |
| -     | Italie           | 1  | 0      | 0      | 1     |
| 12    | Canada           | 0  | 2      | 0      | 2     |
| 13    | Pays-Bas         | 0  | 1      | 4      | 5     |
| 14    | Malaisie         | 0  | 1      | 1      | 2     |
| 15    | Argentine        | 0  | 1      | 0      | 1     |
| 16    | Autriche         | 0  | 0      | 1      | 1     |
| -     | Belgique         | 0  | 0      | 1      | 1     |
| -     | Tchéquie         | 0  | 0      | 1      | 1     |
| Total | Total            | 19 | 19     | 19     | 57    |